# Heliomeris hispidus
Heliomeris hispidus là một loài thực vật có hoa trong họ Cúc. Loài này được (A.Gray) Cockerell mô tả khoa học đầu tiên năm 1918.